# کارخانه رییسیان
للیکسرا، روستایی از توابع بخش مرکزی شهرستان املش در استان گیلان ایران است. این روستا در مرکز جاده متصل‌کننده شهرستان رانکوه به شهرستان شلمان قرار گرفته‌است. شغل اصلی مردم این روستا کشاورزی و دامداری می‌باشد. از محصولات این روستا می‌توان به چای و برنج اشاره کرد. نام اصلی این روستا للیک سرا می‌باشد که به دلیل قرار گرفتن کارخانه چایسازی رییسیان در آن، کارخانه رییسیان نیز نامگذاری می‌شود.

## جمعیت
این روستا در دهستان املش شمالی قرار دارد و براساس سرشماری مرکز آمار ایران در سال ۱۳۸۵، جمعیت آن ۳۱ نفر (۱۳خانوار) بوده‌است.

## جاذبه‌های توریستی
از جاذبه‌های توریستی این روستا می‌توان به آرامگاه زیارتی سید مریم خانم اشاره کرد. درجوار آرامگاه چشمه آب معدنی قرار دارد که مورد استفاده اهالی محل و بسیاری از مسافران می‌باشد.